# キタサンヒボタン
キタサンヒボタン（欧字名:Kitasan Hibotan、1999年3月13日 - 2013年12月15日）は、日本の競走馬、繁殖牝馬。主な勝ち鞍は2001年のファンタジーステークス。

## 生涯

### 競走馬時代
2001年8月11日、札幌競馬場6レースの2歳新馬戦でデビューし勝利。その後さらに500万下とオープンのすずらん賞を連勝し、11月に初の重賞挑戦でファンタジーステークスに出走。3・2番手の好位から馬群を抜け出すと、最後はツルマルグラマーの追撃を1と1/4馬身差抑えて無敗での重賞初優勝を飾った。GI初挑戦となった年末の阪神ジュベナイルフィリーズは1番人気に支持されたが、直線で伸びきれず4着に敗れ、デビュー戦からの連勝記録は4でストップした。
2002年は3月の桜花賞トライアル・フィリーズレビューより始動。1番人気に支持されたが、逃げるサクセスビューティをとらえきれず、キョウワノコイビトにも交わされ3着。桜花賞の優先出走権は得たものの、レース後に右前浅屈腱炎を発症していることが判明したため出走は回避し長期休養に入った。
フィリーズレビューから約1年5か月後の2003年8月、1600万下の新潟日報賞で復帰し勝利したが、レース後に屈腱炎を再発。10月に引退が発表された。

### 繁殖牝馬時代
競走馬引退後、生まれ故郷のカタオカステーブルで繁殖入りした。
2008年7月20日、初仔のキタサンユキ（父：マリエンバード）が3歳未勝利戦を勝ち、産駒初勝利を挙げた。
2013年からは新冠町のRUMIファームで繋養されたが、フリオーソとの仔を受胎中だった12月15日に死亡。

## 競走成績
以下の内容は、JBISサーチおよびnetkeiba.comに基づく。
| 競走日     | 競馬場 | 競走名        | 格       | 距離（馬場）  | 頭 数 | 枠 番 | 馬 番 | オッズ （人気） | 着順 | タイム （上り3F） | 着差 | 騎手      | 斤量 [kg] | 1着馬（2着馬）         | 馬体重 [kg] |
| ---------- | ------ | ------------- | -------- | ------------- | ----- | ----- | ----- | --------------- | ---- | ----------------- | ---- | --------- | --------- | ---------------------- | ----------- |
| 2001.08.11 | 札幌   | 2歳新馬       |          | 芝1000m（良） | 13    | 4     | 5     | 021.60（7人）   | 01着 | 00:58.3（34.8）   | -0.4 | 0須貝尚介 | 53        | （マーベラスフェロー） | 486         |
| 0000.09.08 | 札幌   | 2歳500万下    |          | 芝1200m（良） | 16    | 8     | 15    | 006.00（3人）   | 01着 | R1:10.1（36.1）   | -0.5 | 0須貝尚介 | 53        | （ヤマオロチ）         | 482         |
| 0000.09.23 | 札幌   | すずらん賞    | OP       | 芝1200m（良） | 13    | 7     | 10    | 004.10（2人）   | 01着 | R1:10.1（35.8）   | -0.0 | 0須貝尚介 | 55        | （イーグルスウォード） | 482         |
| 0000.11.04 | 京都   | ファンタジーS | GIII     | 芝1400m（良） | 15    | 6     | 11    | 003.90（1人）   | 01着 | 01:22.6（35.4）   | -0.2 | 0須貝尚介 | 54        | （ツルマルグラマー）   | 470         |
| 0000.12.02 | 阪神   | 阪神JF        | GI       | 芝1600m（良） | 18    | 6     | 11    | 003.50（1人）   | 04着 | 01:35.3（35.7）   | -0.2 | 0須貝尚介 | 54        | タムロチェリー         | 470         |
| 2002.03.10 | 阪神   | フィリーズR   | GII      | 芝1400m（良） | 16    | 1     | 1     | 003.70（1人）   | 03着 | R1:21.8（35.8）   | -0.2 | 0須貝尚介 | 54        | サクセスビューティ     | 464         |
| 2003.08.02 | 新潟   | 新潟日報賞    | 1600万下 | 芝1000m（良） | 12    | 6     | 7     | 011.20（4人）   | 01着 | 00:54.4（32.5）   | -0.0 | 0須貝尚介 | 55        | （ヨイチキナコ）       | 490         |

## 繁殖成績
産駒から重賞勝ち馬は出なかったが、8番仔キタサンロングランの産駒からダイセンメイト（2024年早池峰スーパースプリント）とポマイカイ（2024年ネクストスター盛岡）が出ている。
|       | 生年   | 馬名               | 性 | 毛色   | 父                       | 馬主           | 管理調教師                                       | 戦績                  | 出典   |
| ----- | ------ | ------------------ | -- | ------ | ------------------------ | -------------- | ------------------------------------------------ | --------------------- | ------ |
| 初仔  | 2005年 | キタサンユキ       | 牝 | 青毛   | マリエンバード           | （有）大野商事 | 栗東・須貝彦三                                   | 13戦1勝（抹消、繁殖） | [ 5 ]  |
| 2番仔 | 2006年 | キタサンオリュウ   | 牝 | 黒鹿毛 | マリエンバード           | （有）大野商事 | 美浦・中野渡清一 →北海道・原孝明 →川崎・村田六郎 | 13戦0勝（抹消、繁殖） | [ 6 ]  |
| 3番仔 | 2007年 | キタサンスズラン   | 牝 | 黒鹿毛 | アルカセット             | （有）大野商事 | 栗東・須貝尚介                                   | 13戦2勝（抹消、繁殖） | [ 7 ]  |
| 4番仔 | 2008年 | ジパングパワー     | 牡 | 鹿毛   | ファンタスティックライト | 大野龍         | 美浦・嶋田功 →大井・米田英世                     | 10戦0勝（抹消）       | [ 8 ]  |
| 5番仔 | 2009年 | キタサンプリティー | 牝 | 鹿毛   | アルカセット             | （有）大野商事 | 小林・辻野豊                                     | 16戦3勝（抹消）       | [ 9 ]  |
| 6番仔 | 2010年 | ジパングサンダー   | 牡 | 鹿毛   | メイショウサムソン       | 大野龍         | 美浦・田中剛                                     | 1戦0勝（抹消）        | [ 10 ] |
| 7番仔 | 2011年 | ダイリュウビーナス | 牝 | 栗毛   | ディープスカイ           | 大野龍         | 船橋・川島正行 →川崎・村田六郎                   | 18戦2勝（抹消、繁殖） | [ 11 ] |
| 8番仔 | 2012年 | キタサンロングラン | 牝 | 黒鹿毛 | アドマイヤムーン         | （有）大野商事 | 栗東・須貝尚介 →北海道・原孝明                   | 8戦0勝（抹消、繁殖）  | [ 12 ] |

## 血統表
| キタサンヒボタンの血統        | キタサンヒボタンの血統                | キタサンヒボタンの血統 | （血統表の出典）     | （血統表の出典） |
| 父系                          | サンデーサイレンス系                  | サンデーサイレンス系   | サンデーサイレンス系 | [ § 2 ]          |
| 父 フジキセキ 青鹿毛 1992     | 父の父*サンデーサイレンス 青鹿毛 1986 | Halo                   | Hail to Reason       | Hail to Reason   |
| 父 フジキセキ 青鹿毛 1992     | 父の父*サンデーサイレンス 青鹿毛 1986 | Halo                   | Cosmah               |                  |
| 父 フジキセキ 青鹿毛 1992     | 父の父*サンデーサイレンス 青鹿毛 1986 | Wishing Well           | Understanding        | Understanding    |
| 父 フジキセキ 青鹿毛 1992     | 父の父*サンデーサイレンス 青鹿毛 1986 | Wishing Well           | Mountain Flower      |                  |
| 父 フジキセキ 青鹿毛 1992     | 父の母*ミルレーサー 鹿毛 1983         | Le Fabuleux            | Wild Risk            | Wild Risk        |
| 父 フジキセキ 青鹿毛 1992     | 父の母*ミルレーサー 鹿毛 1983         | Le Fabuleux            | Anguar               |                  |
| 父 フジキセキ 青鹿毛 1992     | 父の母*ミルレーサー 鹿毛 1983         | Marston's Mill         | In Reality           | In Reality       |
| 父 フジキセキ 青鹿毛 1992     | 父の母*ミルレーサー 鹿毛 1983         | Marston's Mill         | Millicent            |                  |
| 母 キタサンクイン 黒鹿毛 1984 | 母の父*ロジンスキー 鹿毛 1978         | Nijinsky               | Northern Dancer      | Northern Dancer  |
| 母 キタサンクイン 黒鹿毛 1984 | 母の父*ロジンスキー 鹿毛 1978         | Nijinsky               | Flaming Page         |                  |
| 母 キタサンクイン 黒鹿毛 1984 | 母の父*ロジンスキー 鹿毛 1978         | Lodge                  | *ボールドラッド      | *ボールドラッド  |
| 母 キタサンクイン 黒鹿毛 1984 | 母の父*ロジンスキー 鹿毛 1978         | Lodge                  | Little Hut           |                  |
| 母 キタサンクイン 黒鹿毛 1984 | 母の母パーセント 鹿毛 1978            | *バーバー              | Princely Gift        | Princely Gift    |
| 母 キタサンクイン 黒鹿毛 1984 | 母の母パーセント 鹿毛 1978            | *バーバー              | Desert Girl          |                  |
| 母 キタサンクイン 黒鹿毛 1984 | 母の母パーセント 鹿毛 1978            | タケユタカ             | *パーソロン          | *パーソロン      |
| 母 キタサンクイン 黒鹿毛 1984 | 母の母パーセント 鹿毛 1978            | タケユタカ             | ハヤススム           |                  |
| 母系(F-No.)                   | 種道(GB)系(FN:22)                     | 種道(GB)系(FN:22)      | 種道(GB)系(FN:22)    | [ § 3 ]          |
| 5代内の近親交配               | アウトブリード                        | アウトブリード         | アウトブリード       | [ § 4 ]          |
| 出典                          | 1. 2. 3. 4.                           | 1. 2. 3. 4.            | 1. 2. 3. 4.          | 1. 2. 3. 4.      |

- 半兄キタサンテイオー（父：サウスアトランティック）は1992年の全日本3歳優駿優勝馬、キタサンチャンネル（父：ヘクタープロテクター）は2001年のニュージーランドトロフィー優勝馬。
- そのほかの主な近親にキタサンサジン（2017年東京スプリント）、キタサンミカヅキ（2017年・2018年東京盃、2019年東京スプリント）。
- 7代母種道は下総御料牧場の基礎輸入牝馬の一頭。